# Peckia nigricauda
Peckia nigricauda är en tvåvingeart som beskrevs av Carroll William Dodge 1964. Peckia nigricauda ingår i släktet Peckia och familjen köttflugor. Inga underarter finns listade i Catalogue of Life.